# 6074 Бехтерєва
6074 Бехтерєва (6074 Bechtereva) — астероїд головного поясу, відкритий 24 серпня 1968 року.
Тіссеранів параметр щодо Юпітера — 3,499.